# Ophrestia oblongifolia
Ophrestia oblongifolia är en ärtväxtart som först beskrevs av Ernst Meyer, och fick sitt nu gällande namn av H.M.L.Forbes. Ophrestia oblongifolia ingår i släktet Ophrestia och familjen ärtväxter. Inga underarter finns listade i Catalogue of Life.